# 尿膜
尿膜 (にょうまく、英: Allantois) は有羊膜類の受胎産物（胚、および胚体外組織からなる）の一部である。胚のガス交換を助け、液状の老廃物を処理する。 
羊膜や漿膜といった他の胚体外膜とともに、尿膜はヒトを含む有羊膜類を特徴づけている。

## 機能
この袋状の構造は消化器系および泌尿器系に接続され、血管網で覆われている。尿膜の機能は胚から液状の老廃物を集めるとともに、胚により使用されたガスを交換することである。

### 爬虫類、鳥類、およびカモノハシ
この構造は初め、爬虫類において窒素性の老廃物を貯蔵するとともに、胚に酸素を供給するため形成された。酸素は卵殻を介して尿膜に吸収される。卵生の哺乳類であるカモノハシ目でも、尿膜の機能は同様である。

### 有袋類
多くの有袋類において、尿膜は血管を持たないが窒素性の老廃物（アンモニア）を貯蔵するために用いられる。また、多くの有袋類において、尿膜は漿膜と融合しない。例外はバンディクートの尿膜であり、血管網を有するとともに漿膜とも融合する。 

### 胎盤性の哺乳類
胎盤性の哺乳類において尿膜は、臍帯の一部であり、その軸となる。
- マウスの尿膜は中胚葉性の組織からなり、血管新生を通して成熟した臍帯動静脈を形成する[1]

- ヒトの尿膜は発生途上の後腸の内胚葉に由来するもので、中胚葉性の結合組織に覆われる。尿膜は尿膜管となり、胎児の膀胱と卵黄嚢を接続する。尿膜管は窒素性の老廃物を胎児の膀胱から除去する[2] 。尿膜は痕跡器官であり、同様の機能をはたすものとして臍帯動静脈が胎盤と胎児をつないでいる[3]

## 追加画像

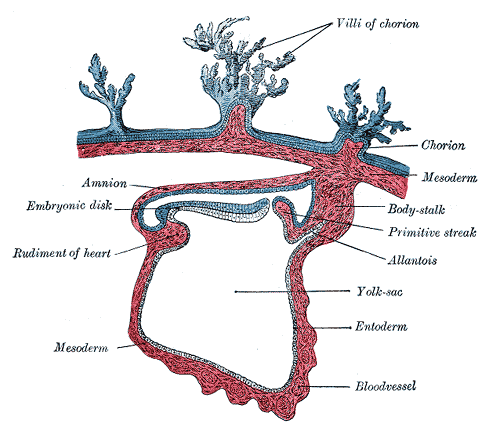
Section through the embryo.
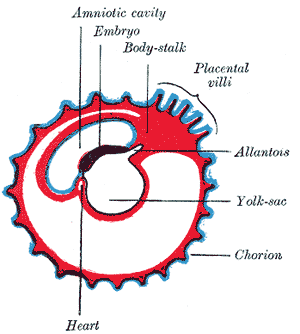
Diagram showing later stage of allantoic development with commencing constriction of the yolk-sac.
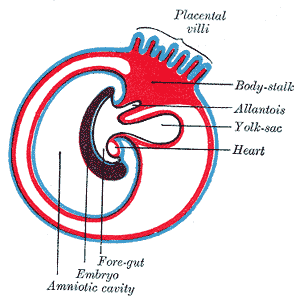
Diagram showing the expansion of amnion and delimitation of the umbilicus.
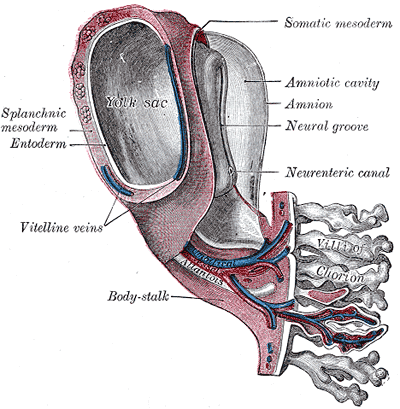
Model of human embryo 1.3 mm. long.
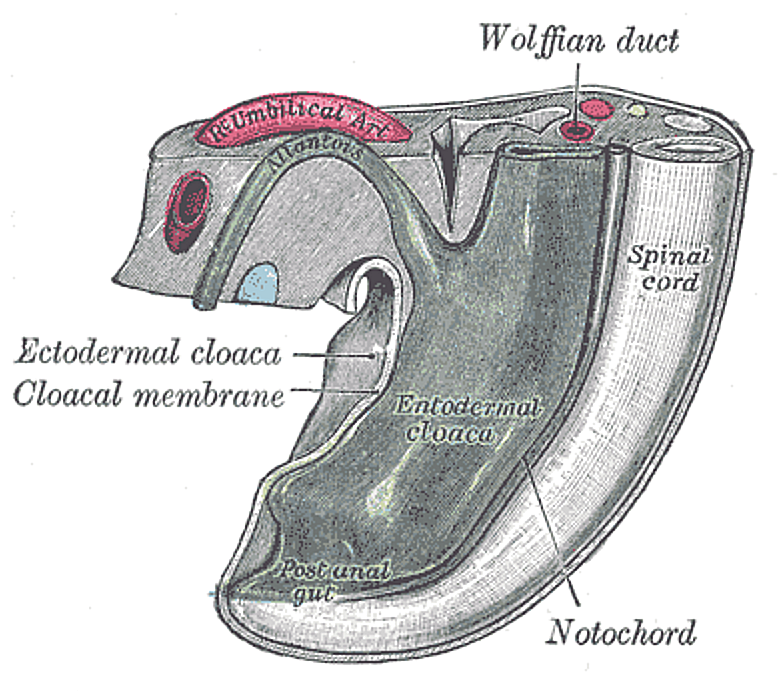
Tail end of human embryo from fifteen to eighteen days old.
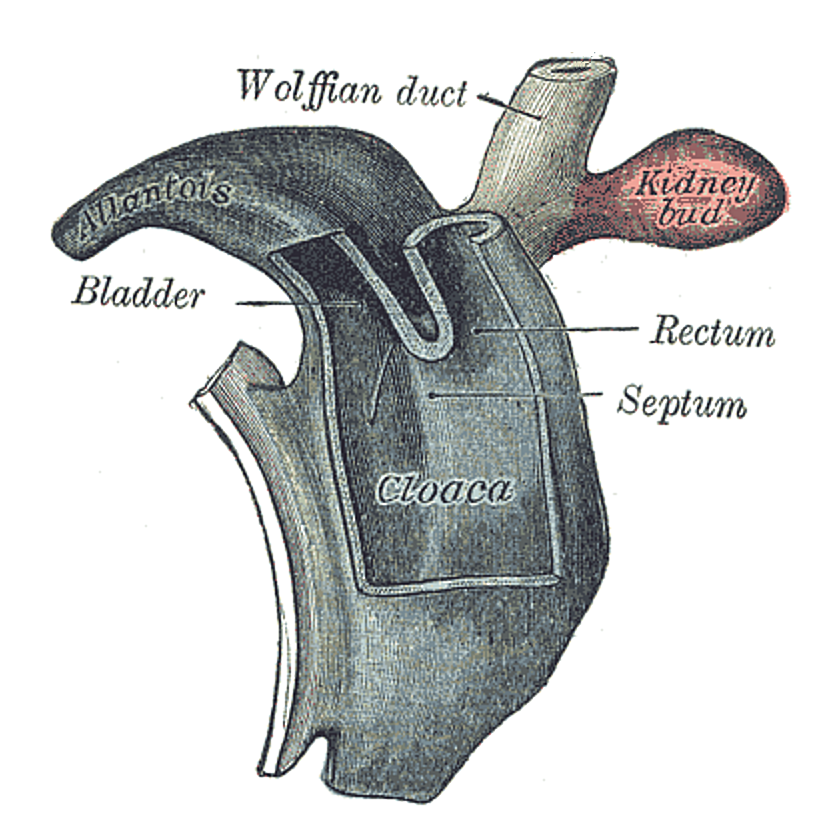
Cloaca of human embryo from twenty-five to twenty-seven days old.
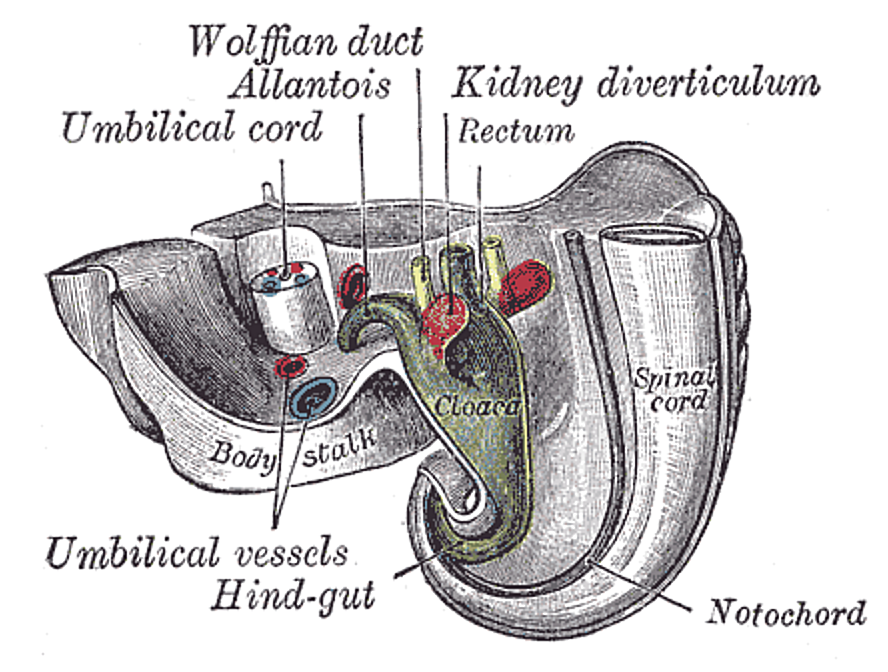
Tail end of human embryo twenty-five to twenty-nine days old.
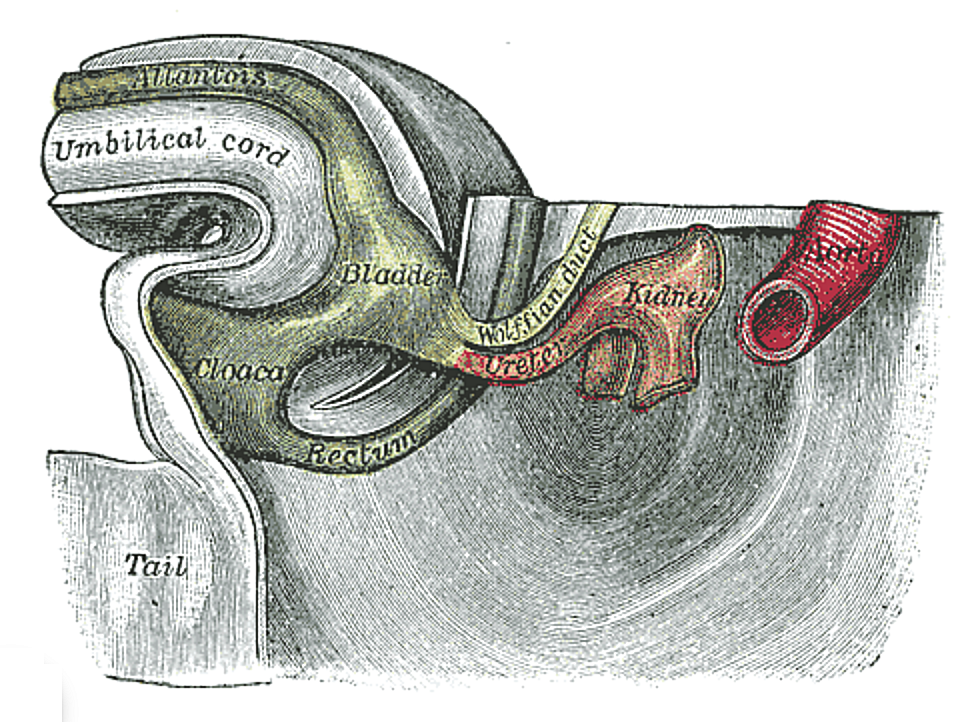
Tail end of human embryo thirty-two to thirty-three days old.
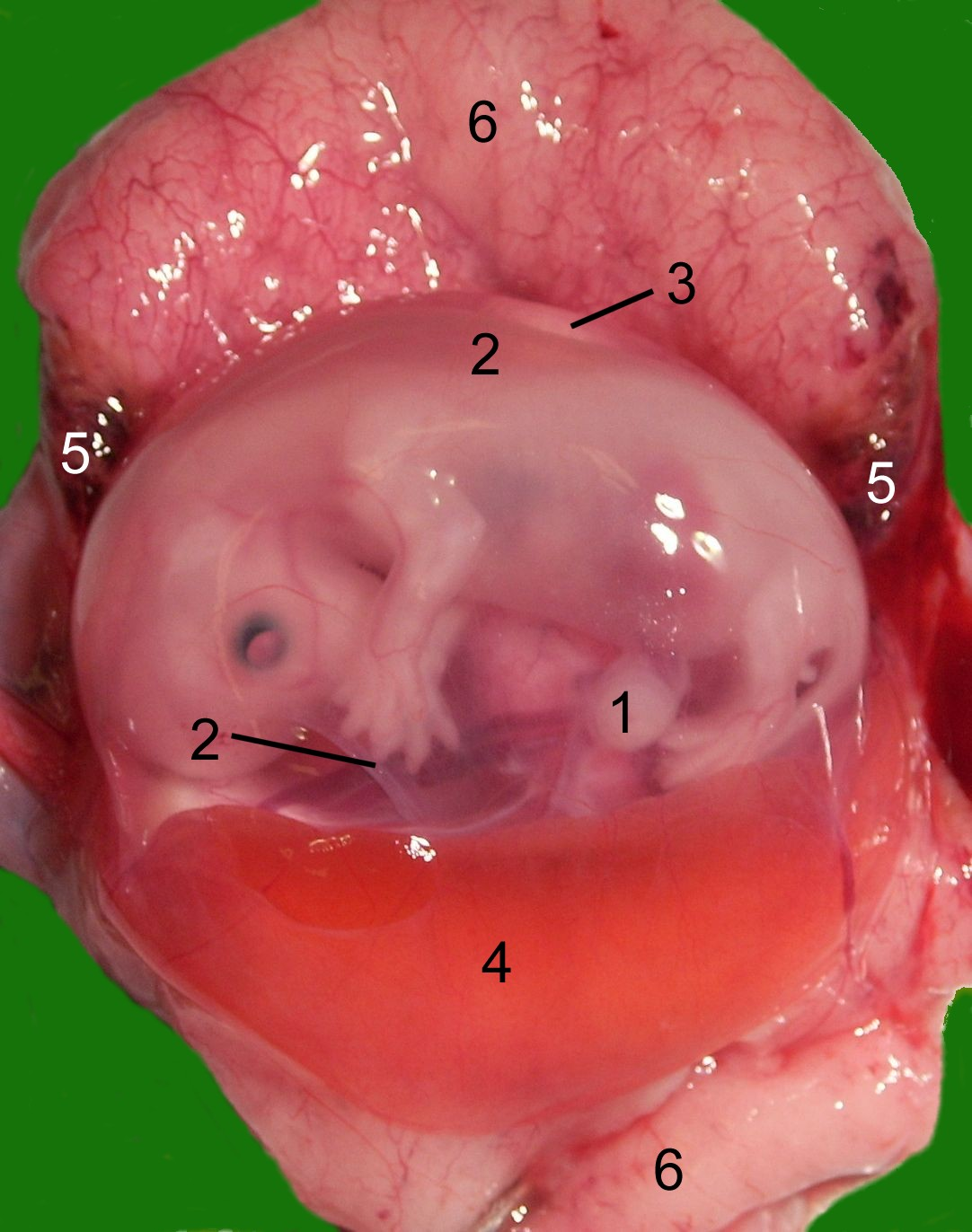
Opened uterus with cat fetus in midgestation: 1 umbilicus, 2 amnion, 3 allantois, 4 Yolk sac, 5 developing marginal hematoma, 6 maternal part of placenta (endometrium)
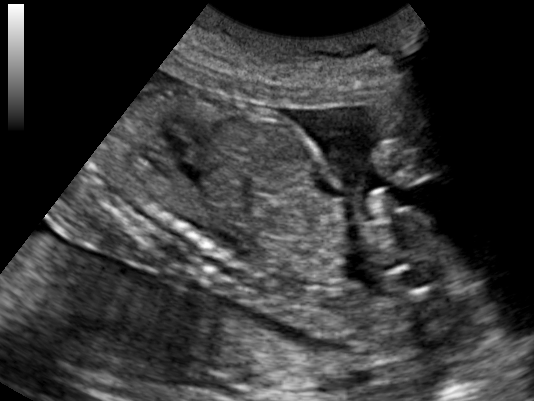
Ultrasound of fetus showing urachus duct from bladder to the umbilicus.
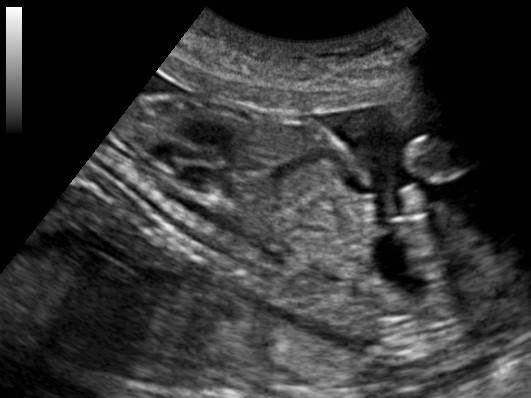
Ultrasound of fetus showing urachus duct from bladder to the umbilicus.
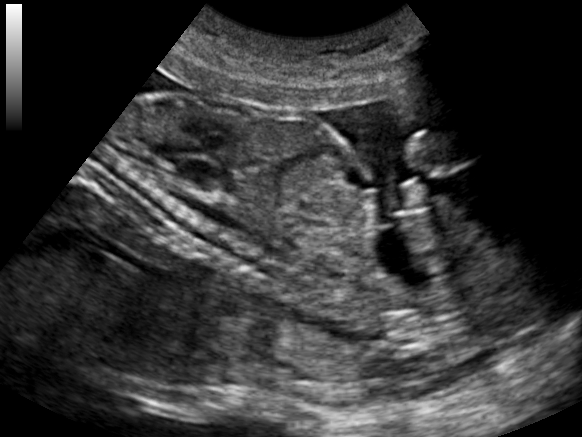
Ultrasound of fetus showing urachus duct from bladder to the umbilicus.
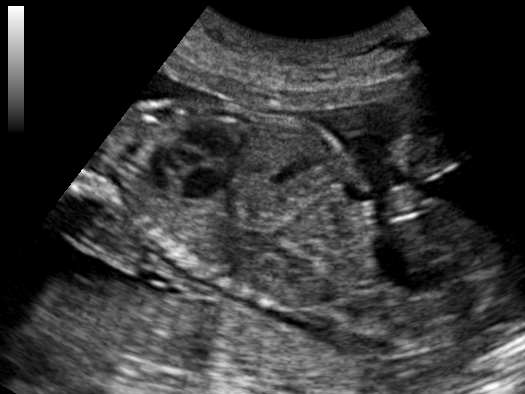
Ultrasound of fetus showing urachus duct from bladder to the umbilicus.
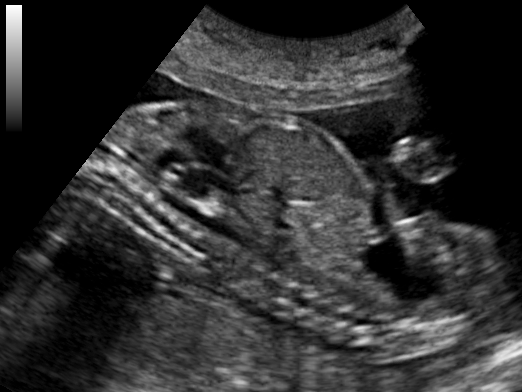
Ultrasound of fetus showing urachus duct from bladder to the umbilicus.